# Xestocephalus desertorum
Xestocephalus desertorum är en insektsart som beskrevs av Berg 1879. Xestocephalus desertorum ingår i släktet Xestocephalus och familjen dvärgstritar. Inga underarter finns listade i Catalogue of Life.